# Obeira Menke
Obeira Menke – nauruański polityk, były członek parlamentu.
Reprezentował okręg wyborczy Anabar. Pełnił m.in. funkcje sekretarza w urzędach ds. zagranicznych i finansów. Jako członek rządu wchodził w skład delegacji odbywających oficjalne wizyty w innych krajach.
Były konsul Republiki Nauru w Australii.
Delegat kraju na Rybackim Forum Oceanii w 1991 roku.